# Zeta Tauri
Désignations
Zeta Tauri (ζ Tau / ζ Tauri), également nommée Tianguan, est une étoile binaire de la constellation du Taureau. Elle figure parmi les étoiles les plus importantes du tracé bien connu de la constellation, représentant l'une des cornes du taureau céleste.

## Propriétés
De troisième magnitude (3,00), Zeta Tauri est une géante bleue-blanche lumineuse et chaude de type B située à environ 417 années-lumière de la Terre. Elle est classée comme étoile variable de type Gamma Cassiopeiae. Sa luminosité varie entre les magnitudes +2,88 et +3,17 à cause d'une part de sa variabilité intrinsèque, et d'autre part parce que c'est une binaire à éclipses. Les deux composantes du système binaire sont distantes d'environ une UA et parcourent leur orbite en 133 jours. Sa compagne de masse beaucoup plus faible est une étoile jaune de type G et de magnitude +5,2. Étoile de 9 masses solaires âgée d'environ 25 millions d'années, Zeta Tauri est en train d'évoluer, étant sur le point de terminer la fusion de l'hydrogène de son cœur, si ce n'est déjà fait.
Elle est environ 5 700 plus lumineuse que le Soleil et possède une température de surface de 22 000 kelvins. Ensemble, la température et la luminosité donnent un rayon égal à 5,2 fois celui du Soleil. Cependant, ce qui rend l'étoile réellement spéciale, ce n'est pas sa température ou sa luminosité élevée, mais sa rotation rapide et sa perte de masse. La vitesse de rotation équatoriale a été mesurée à 330 km/s, soit 115 fois celle du Soleil, l'étoile effectuant une révolution sur elle-même en seulement un jour (à comparer à la période de rotation solaire de 25 jours). La vitesse de rotation, qui est encore loin d'être égale à celle nécessaire pour briser l'étoile, est reliée à l'épais disque de matière qui l'entoure. Le disque émet des raies d'émission brillantes de l'hydrogène dans les domaines rouge et bleu du spectre, faisant de Zeta Tauri une des étoiles Be les plus connues. L'étoile et le disque sont tous deux assez grands pour permettre de mesurer leurs diamètres angulaires. Le diamètre du disque est égal à 64 diamètres solaires.

## Nomenclature, histoire et mythologie
En Mésopotamie
.

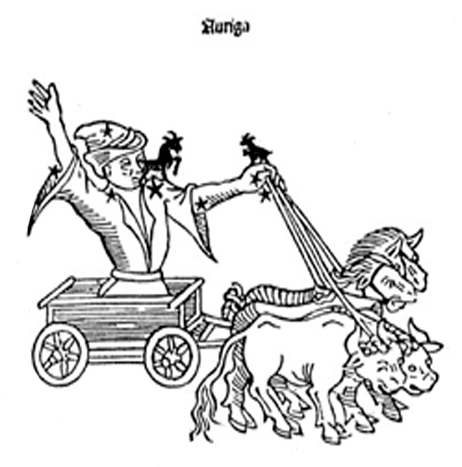
La figure d’Auriga dans l’édition du Poeticon astronomicon d’Hyginus de 1482.

ζ Tau est ŠUR GIGIR šá ULÙ, « l’Australe du Char », précédée de ŠUR GIGIR šá SI, « la Boréale du Char » (β Tau), dans la liste des étoiles de comput utilisée par les Journaux astronomiques utilisés pratiquement du début à la fin du 1er millénaire avant notre ère . En babylonien, giš.GIGIR = Narkabtu, « le Char de guerre ou de parade ». Au-dessus de ces deux étoiles, en sont placées d’autres qui appartient à la figure de GÀM = Gamlu, « l’Arme courbe », emblème du dieu Marduk. Selon une tradition conservée par Manilius et Teukros de Babylone, ce personnage serait en effet le conducteur du char. (voir la constellation du Cocher dans une figure qui serait l’ancêtre de la constellation grecque Ἡνίοχος.
'En astronomie chinoise, elle est appelée Tianguan, soit la « porte céleste », un nom qui lui vient du fait qu'elle se situe sur le plan de l'écliptique et se trouve donc telle un point de passage de la course des planètes, de la Lune ou du Soleil. L'Union astronomique internationale lui a officialisé ce nom en 2017.

## Événements
Zeta Tauri a indirectement joué un rôle important dans l'étude des supernovae. En effet, la supernova historique SN 1054 avait été décrite (à l'époque sous le nom d'« étoile invitée ») par les astronomes d'Extrême-Orient, qui en avaient donné une localisation par rapport à une étoile qu'ils nommaient Tianguan et qui fut identifiée (si ça ne l'était déjà) comme étant Zeta Tauri. C'est muni de ces informations qu'il put être établi au début du XXe siècle (semble-t-il d'abord par Edwin Hubble) que les restes de cette explosion correspondaient en fait à la nébuleuse du Crabe, dont l'âge précis a ainsi su être mesuré.
C'est également au voisinage de ζ Tauri que fut formellement découverte Uranus par William Herschel en mars 1781.